# 白いリボン
『白いリボン』（独: Das weiße Band、英: The White Ribbon）は、2009年のモノクロ映画。監督はミヒャエル・ハネケ。
第62回カンヌ国際映画祭パルム・ドール、第67回ゴールデングローブ賞外国語映画賞ほか、多数の映画賞を受賞。

## あらすじ
1913年、ドイツのグライフスヴァルト地方にある架空の村。物語は村の学校に勤務していた教師の回想によって語られる。
荘園の領主である男爵と牧師が権力者として農民を支配するこの村で起きた最初の事件は、医師の落馬事故であった。邸宅への道に細い針金が渡されて、馬が転倒させられたのだ。重傷を負った医師は村の外にある病院で療養することとなる。
二度目の事件はその次の日。怪我によって製材所へ移されていた小作人の妻が、そこで転落死した。家族全員が男爵に雇われて暮らしていたので、小作人は彼と争うことは出来なかったが、我慢できなかった長子のマックスは数ヶ月後の収穫祭の折に、男爵のキャベツ畑を荒らしたのだった。その後、納屋が全焼し、マックスの父は首つり自殺する。
だが、それと呼応するかのように第三の事件が起こった。男爵の息子･ジギが行方不明になった挙げ句、製材所で暴行を受け逆さ吊りの状態で発見された。
これに対し、礼拝の席で男爵はこう告げた。「犯人を見つけ出せ。果たされなければ、村の平和はない」これによって、村には言いようのない不安が立ちこめるようになった。
厳格で家父長的なプロテスタントの牧師は、帰宅が遅れた子供たちを咎め、反抗の芽を摘むため鞭で折檻し、純潔を保つ印として白いリボンを着けさせる。牧師は、思春期を迎えた息子のマルティンがやつれ目の下にクマができているのを見て性に目覚めたと察し、自慰に耽ると廃人になり死ぬと脅して、禁欲のため寝る際はベッドに手をくくりつけるよう命じる。
怪我の療養を終え退院した医師は、妻の亡きあと性的関係を結んでいた家政婦の助産師に対し、性的快感を得られなくなったため皺や口臭が耐えられないなどと暴言を吐き追い出そうとする。そして彼は、実の娘に対し性的虐待をし近親相姦を犯す。
男爵家のベビーシッターだったエヴァに恋をした教師は、クリスマス休暇中に彼女の実家を訪れ結婚を申し込む。しかし彼女の父は、教師と歳が離れていることを懸念し、1年間様子を見てから決めると告げる。
学校で他の生徒を前に激しく叱責された牧師の娘は父親への恨みを晴らすため、父が不在中の書斎に侵入し彼の飼っていたインコをはさみで殺害、十字にした死骸を机の上に置く。
家令の娘が知的障害のある助産師の息子に危害が及ぶ夢を見たことを教師に告げ、しばらくして実際に目を傷つけられ木にくくりつけられた状態で十戒を引用した警告文とともに発見される。そして、家令の息子は、ようやく傷の癒えたジギの笛を奪い彼を池に突き落とす。悲劇に耐え兼ねた男爵の妻は、叔父の家で静養中に知り合ったイタリア人の銀行家と恋に落ちたことを告白し家を出たいと伝える。
その後、助産師は教師に息子を襲った者が分かったと告げ、犯人の名を明かさないまま教師の自転車を借りて警察に行く。教師の疑念は深まり、牧師に彼の子供たちが一連の事件にかかわっている可能性が高いと告げる。憤慨した牧師は、家族の名誉を汚すなら刑務所に送ると脅迫する。一方、医師は診療所の扉にメモを残し、娘とともに姿を消す。また、助産師も息子とともに行方不明となり、狭い村は噂で溢れた。
1914年7月28日、オーストリアがセルビアに宣戦布告し、第一次世界大戦が勃発。教師とエヴァは、彼女の父から結婚の許しを得た。牧師は陰惨な事件について二度と触れることはなかった。教師は1917年の初めに徴兵され、終戦後は仕立て屋を開業した。そして、村人たちと再び会うことはなかった。
第一次世界大戦は、ヨーロッパで封建制度が崩壊するきっかけになったのである。

## キャスト
- クリスチャン・フリーデル（教師）
- エルンスト・ヤコビ（語り手）
- レオニー・ベネシュ（エヴァ）
- ウルリッヒ・トゥクル（男爵）
- ブルクハルト・クラウスナー（牧師）
- ヨーゼフ・ビアビヒラー（家令）
- ライナー・ボック（医師）
- ズザンネ・ロータ（助産婦）
- ブランコ・サマロフスキー（小作人）

## 受賞・ノミネート
| 映画祭・賞                           | 部門                 | 候補                           | 結果       |
| ------------------------------------ | -------------------- | ------------------------------ | ---------- |
| カンヌ国際映画祭                     | パルム・ドール       | ミヒャエル・ハネケ             | 受賞       |
| カンヌ国際映画祭                     | エキュメニカル特別賞 |                                | 受賞       |
| カンヌ国際映画祭                     | 国際批評家協会賞     |                                | 受賞       |
| アカデミー賞                         | 外国語映画賞         |                                | ノミネート |
| アカデミー賞                         | 撮影賞               | クリスティアン・ベルガー       | ノミネート |
| ゴールデングローブ賞                 | 外国語映画賞         |                                | 受賞       |
| ドイツ映画賞                         | 作品賞               |                                | 受賞       |
| ドイツ映画賞                         | 脚本賞               | ミヒャエル・ハネケ             | 受賞       |
| ドイツ映画賞                         | 監督賞               | ミヒャエル・ハネケ             | 受賞       |
| ドイツ映画賞                         | 主演男優賞           | ブルクハルト・クラウスナー     | 受賞       |
| ドイツ映画賞                         | 助演女優賞           | マリア＝ヴィクトリア・ドラグス | 受賞       |
| ドイツ映画賞                         | 撮影賞               | クリスティアン・ベルガー       | 受賞       |
| ドイツ映画賞                         | 美術賞               |                                | 受賞       |
| ドイツ映画賞                         | 衣装賞               |                                | 受賞       |
| ドイツ映画賞                         | メイキャップ賞       |                                | 受賞       |
| ドイツ映画賞                         | サウンド賞           |                                | 受賞       |
| ミュンヘン映画祭                     | Cine Merit賞         |                                | 受賞       |
| サン・セバスチャン国際映画祭         | 国際批評家協会作品賞 |                                | 受賞       |
| ハリウッド映画祭                     | 外国語映画賞         |                                | 受賞       |
| ビハインド・ザ・カメラ・アワード     | 撮影賞               | クリスティアン・ベルガー       | 受賞       |
| ヨーロッパ映画賞                     | 作品賞               |                                | 受賞       |
| ヨーロッパ映画賞                     | 脚本賞               | ミヒャエル・ハネケ             | 受賞       |
| ヨーロッパ映画賞                     | 監督賞               | ミヒャエル・ハネケ             | 受賞       |
| ヨーロッパ映画賞                     | 撮影賞               | クリスティアン・ベルガー       | ノミネート |
| トロント映画批評家協会賞             | 外国語映画賞         |                                | 受賞       |
| ニューヨーク映画批評家オンライン賞   | 外国語映画賞         |                                | 受賞       |
| ニューヨーク映画批評家協会賞         | 撮影賞               | クリスティアン・ベルガー       | 受賞       |
| ロサンゼルス映画批評家協会賞         | 撮影賞               | クリスティアン・ベルガー       | 受賞       |
| ロサンゼルス映画批評家協会賞         | 外国映画賞           |                                | ノミネート |
| ナショナル・ボード・オブ・レビュー賞 | 外国映画賞・トップ5  |                                | 受賞       |
| 全米撮影監督協会                     | 撮影賞               | クリスティアン・ベルガー       | 受賞       |
| シカゴ映画批評家協会賞               | 外国語映画賞         |                                | 受賞       |
| 全米映画批評家協会賞                 | 撮影賞               | クリスティアン・ベルガー       | 受賞       |
| オンライン映画批評家協会賞           | 外国語映画賞         |                                | 受賞       |
| スウェーデン・アカデミー賞           | 外国語映画賞         |                                | 受賞       |
| 放送映画批評家協会賞                 | 外国語映画賞         |                                | ノミネート |
| クロトゥルーディス賞                 | 撮影賞               | クリスティアン・ベルガー       | 受賞       |
| ドイツ映画批評家協会賞               | 作品賞               |                                | 受賞       |
| サテライト賞                         | 外国語映画賞         |                                | ノミネート |
| 英国アカデミー賞                     | 外国語映画賞         |                                | ノミネート |
| ワシントンD.C.映画批評家協会賞       | 外国語映画賞         |                                | ノミネート |
| セザール賞                           | 外国語映画賞         |                                | ノミネート |